# 蓝萼毛叶香茶菜
蓝萼毛叶香茶菜（学名：Isodon japonicus var. glaucocalyx）为唇形科香茶菜属下的一个变种。也称蓝萼香茶菜。分布在中国黑龙江，吉林，辽宁，山东，河北及山西，俄罗斯远东地区，朝鲜，日本。模式标本采自黑龙江。